# Четырёхцентровая арка

Построение четырёхцентровой арки

Четырёхцентровая арка — тип пониженной (уплощённой) арки стрельчатого очертания, получаемый построением двух сегментов арки небольшого радиуса от пят и продолжением их дугами большего радиуса, сходящимися к замку. Наиболее известны умеренно пониженная «персидская арка» и сильно уплощённая «арка Тюдоров».
Этот тип арки конструктивно хорош при устройстве дверных проёмов в невысоких помещениях, потому что при одной и той же высоте прямоугольного дверного полотна высота замка арки получается ниже двухцентровой стрельчатой.
Несмотря на название «арка Тюдоров», появление её несколькими десятилетиями предшествует началу правления этой династии (1485—1603), а с 1550 года она мало употребляется в крупных постройках.

## В исламской архитектуре
Четырёхцентровая арка используется в мусульманской архитектуре со времён Аббасидов, но наибольшее распространение она получила в персидской культуре и архитектуре наследников Тимура и Великих Моголов. В айванах, в частности, используется почти исключительно четырёхцентровая арка.
Первым случаем использования такой арки считаются порталы восьмигранного мавзолея Куббат ас-Сулайбия и дворца Каср аль-Ашик (оба находятся в Самарре, одной из столиц Аббасидов), построенных в IX веке.

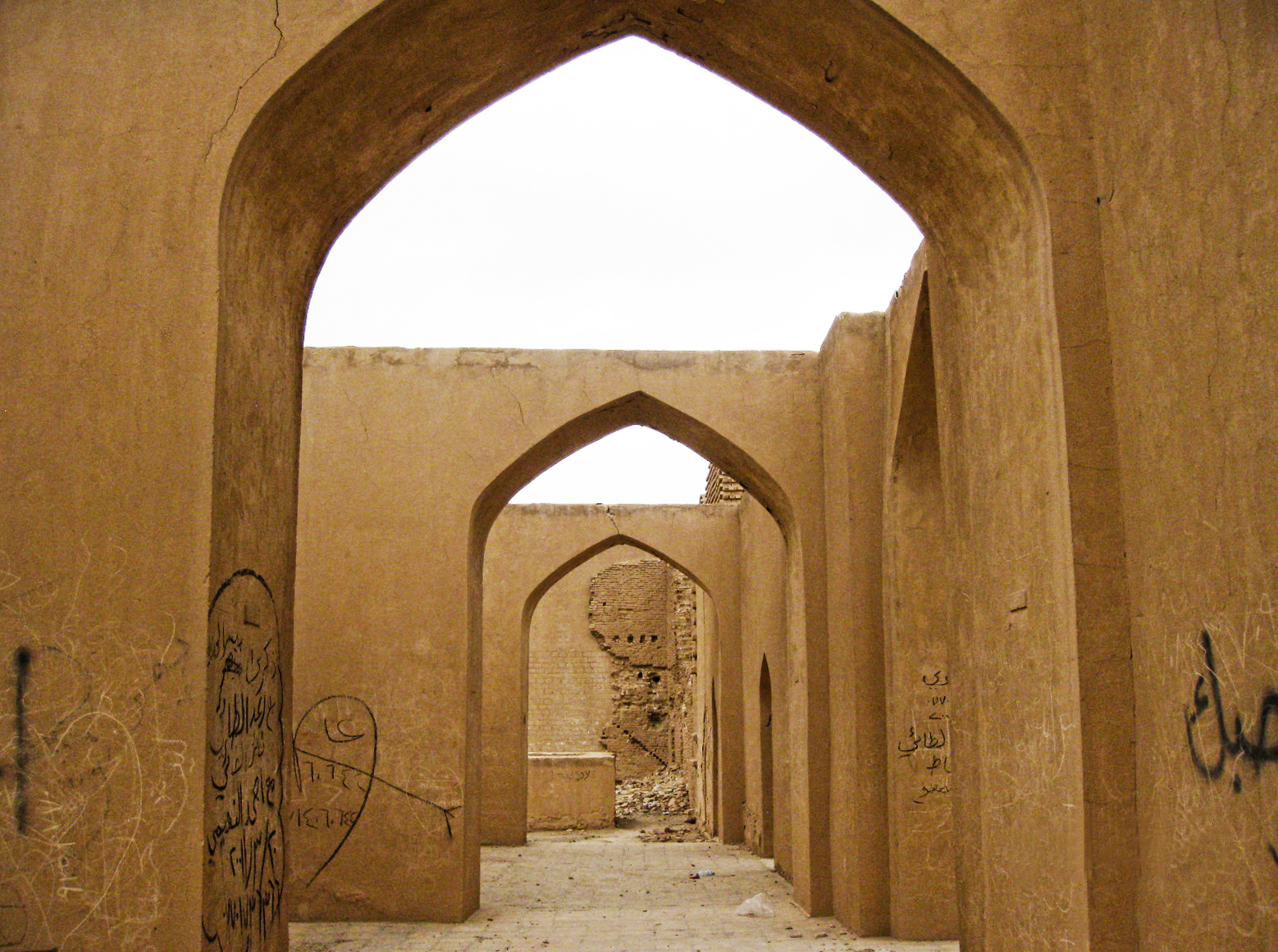
Восстановленные арки Каср аль-Ашик, Самарра, IX век
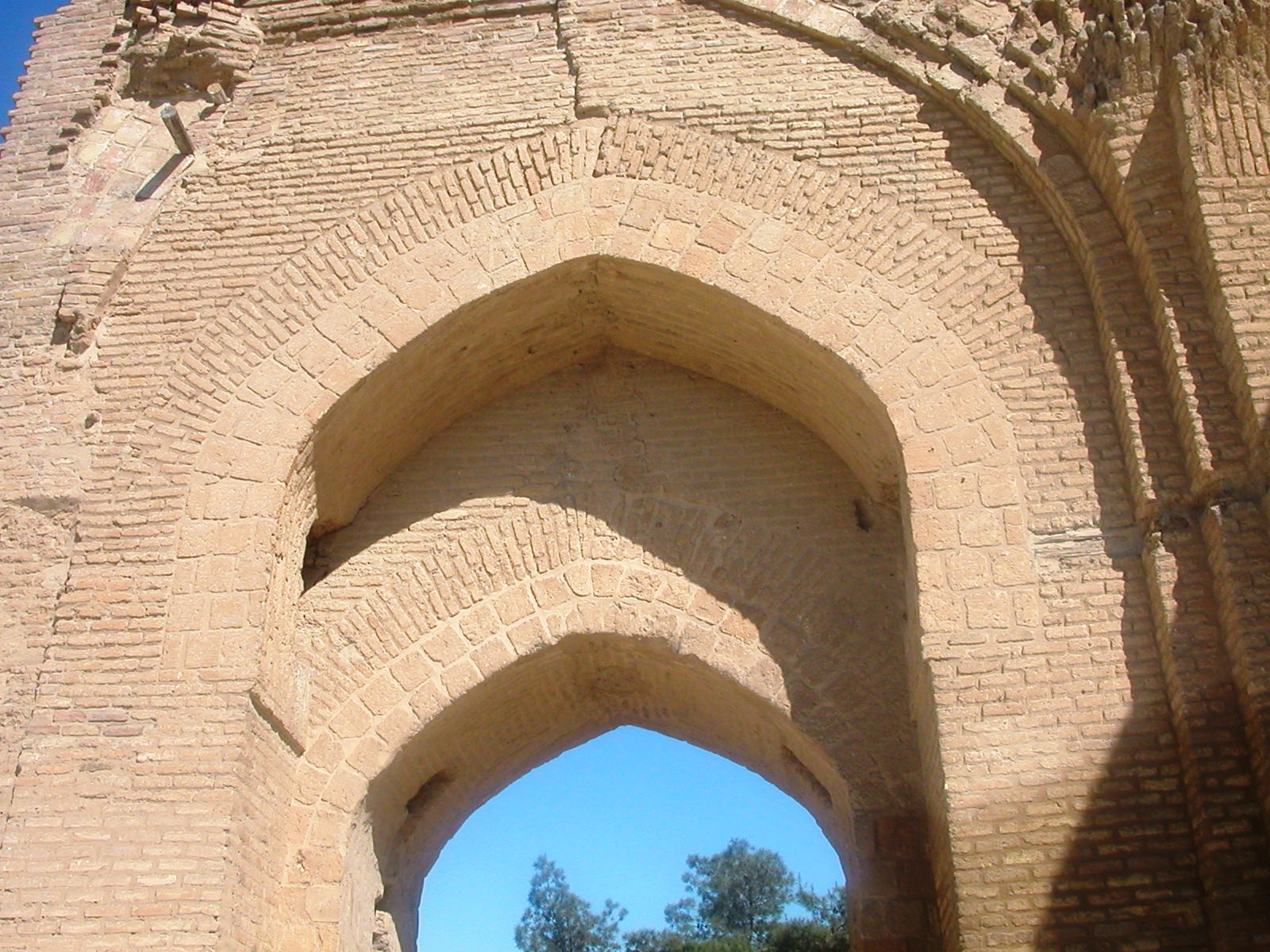
Багдадские ворота, Ракка, XI—XII века
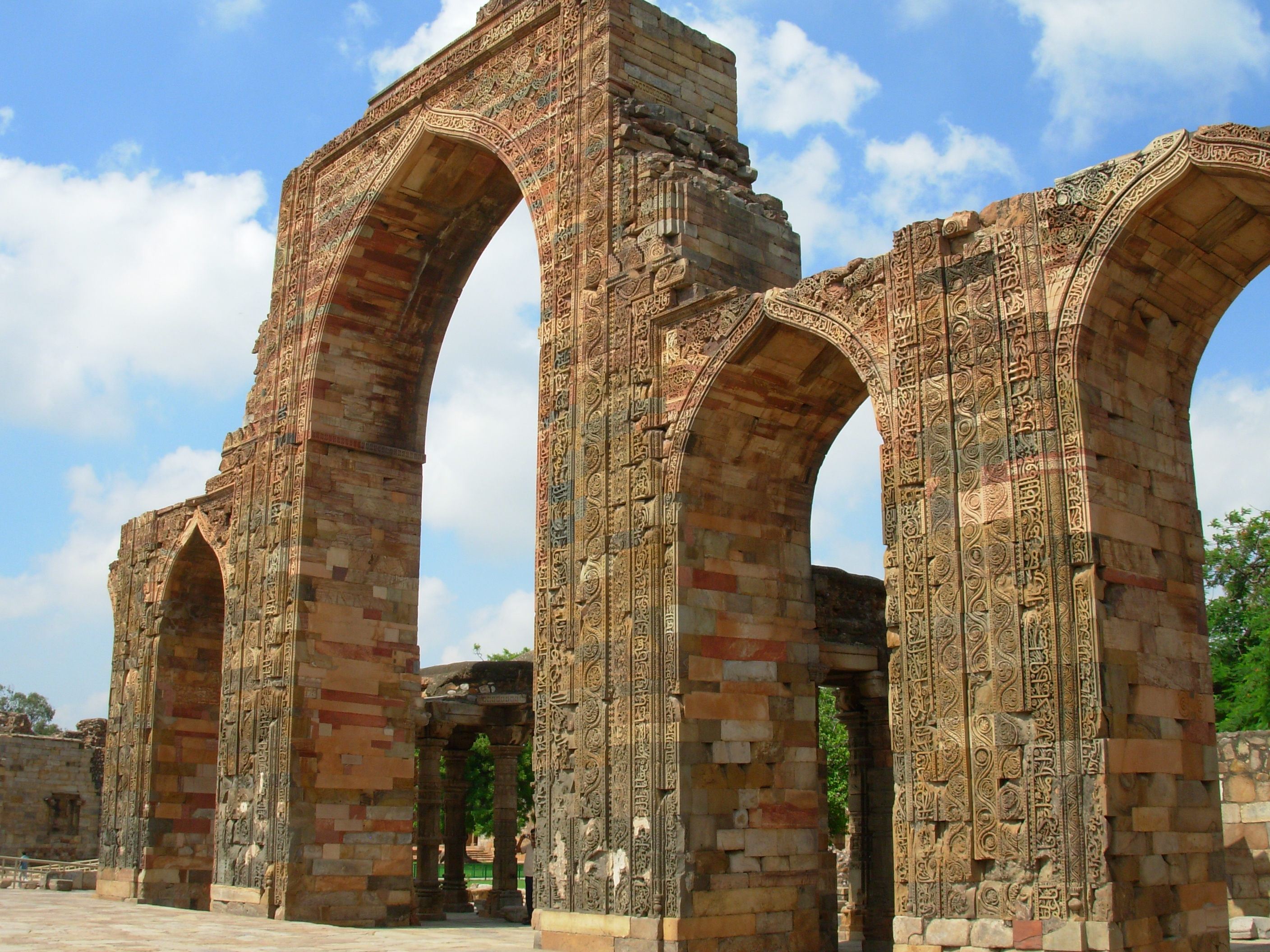
Ложные своды в форме четырёхцентровой арки, мечеть Кувват уль-Ислам в Дели, XIII век
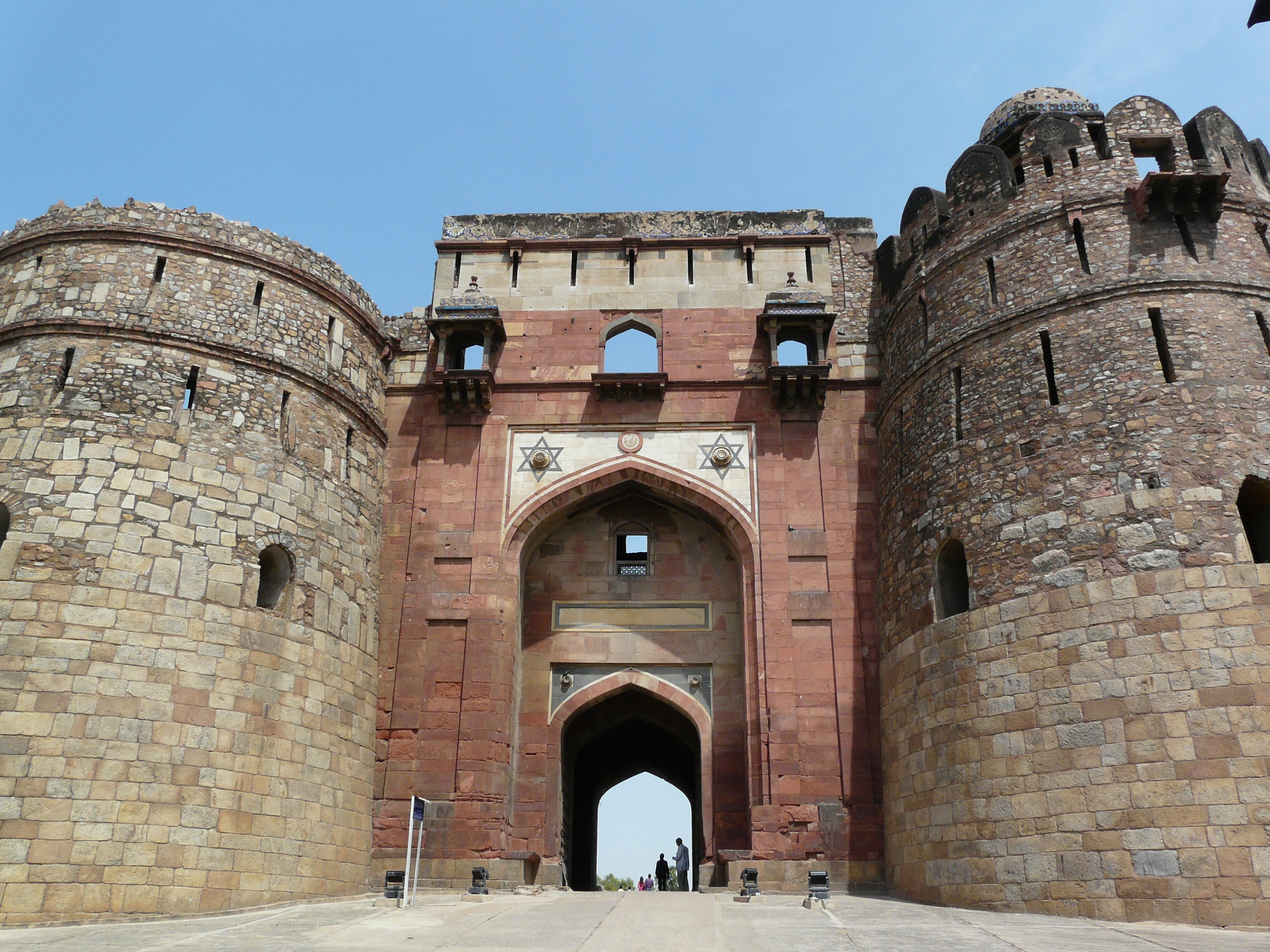
Западные ворота крепости Пурана-Кила, Дели, XVI век
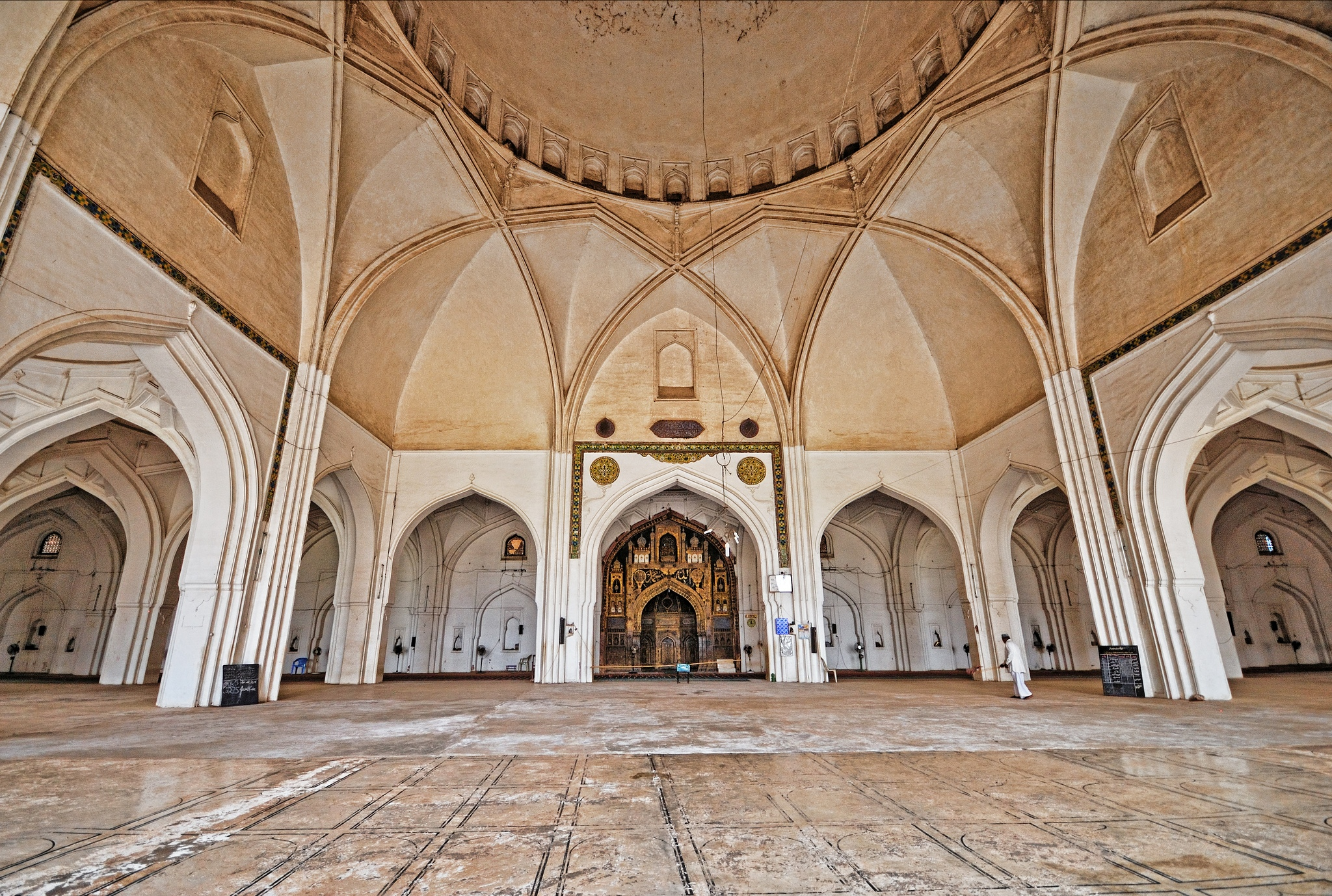
Нервюрный свод на пониженных стрельчатых арках в соборной мечети[англ.] Биджапура, XVI век
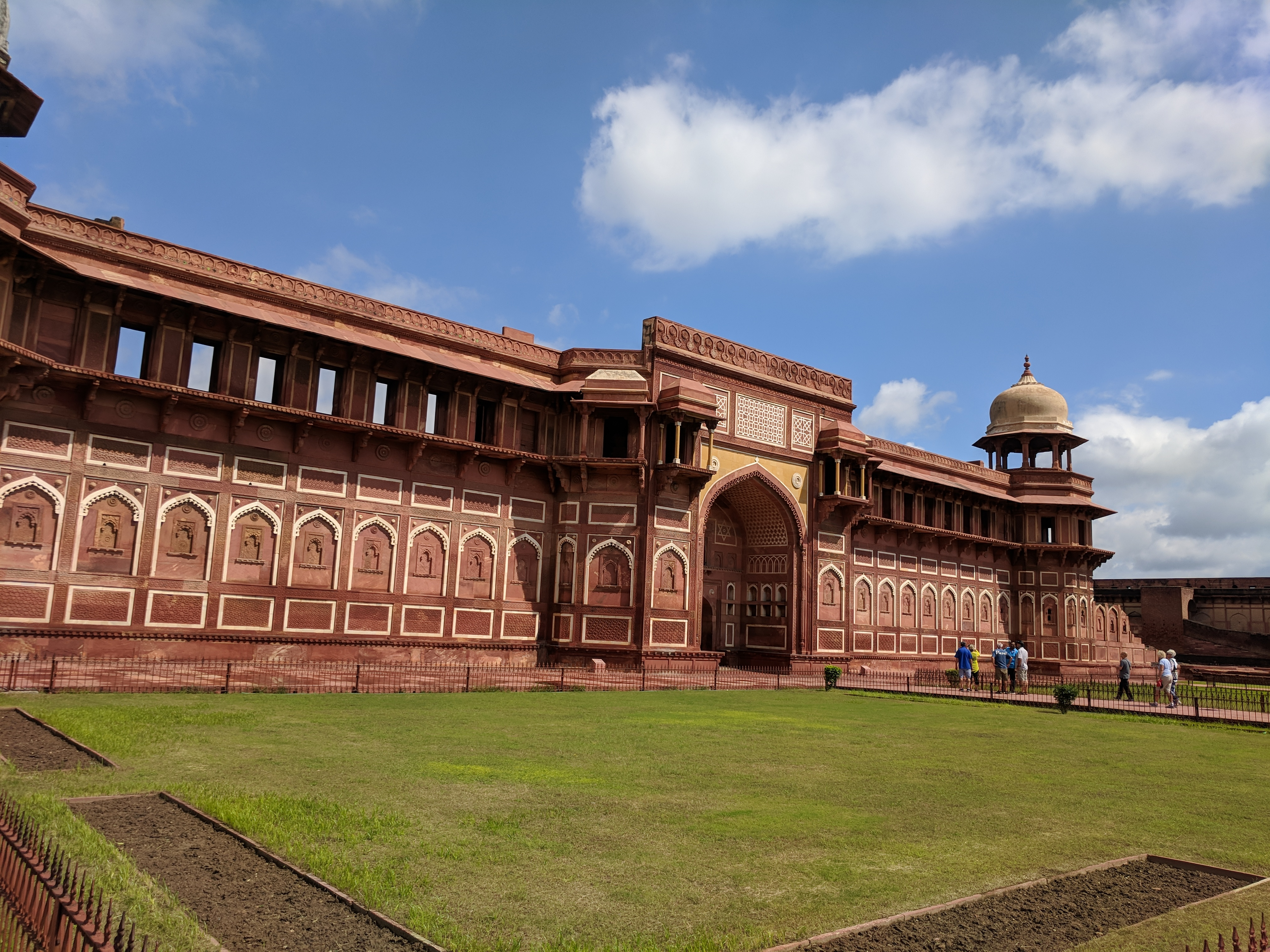
Ворота под четырёхцентровой аркой и глухая аналогичная аркада во дворце Джахангири-махал[англ.] в крепости Агры, XVI век
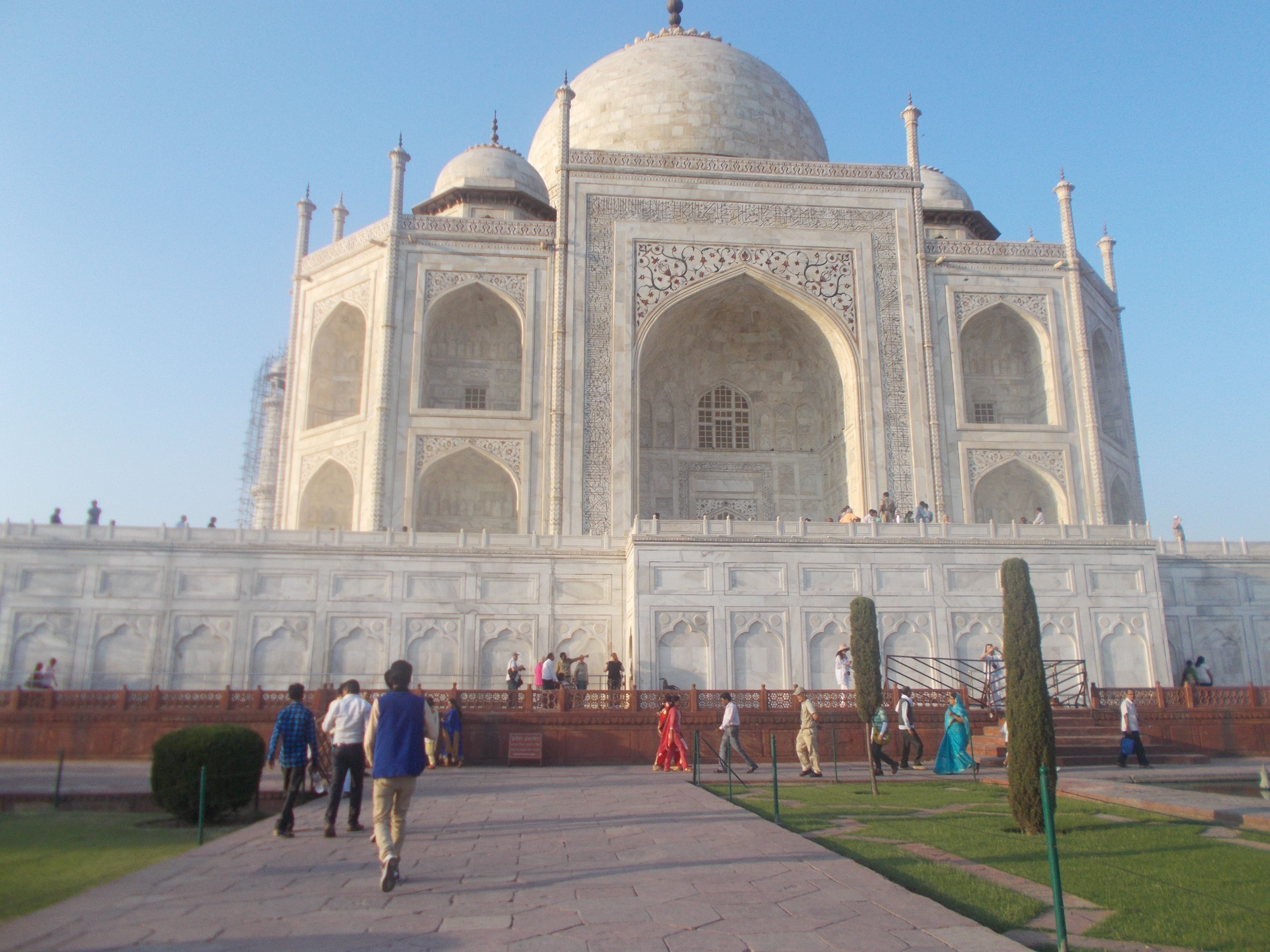
Тадж-Махал, Агра, XVII век
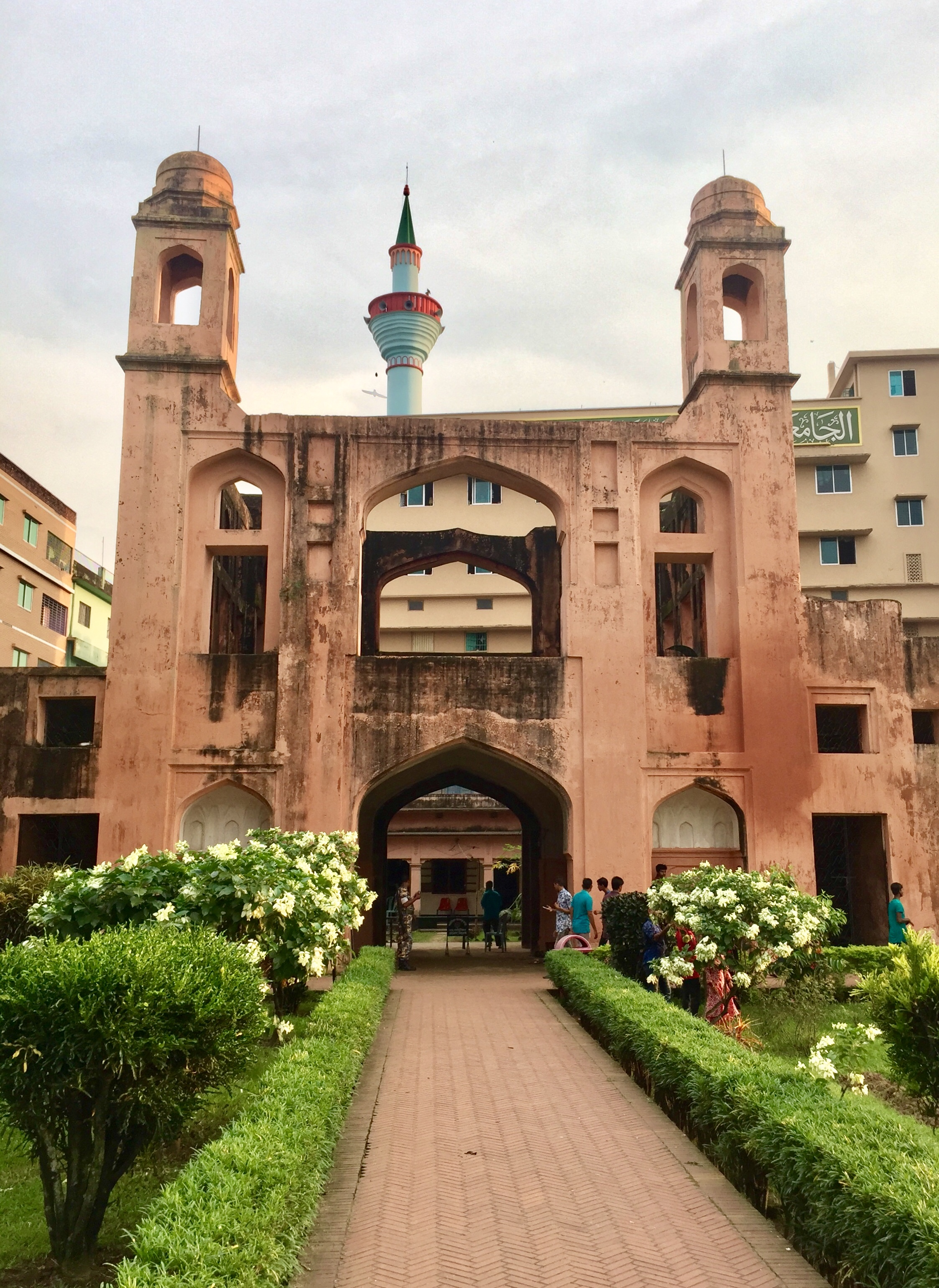
Юго-восточные ворота крепости Лалбагх, XVII век
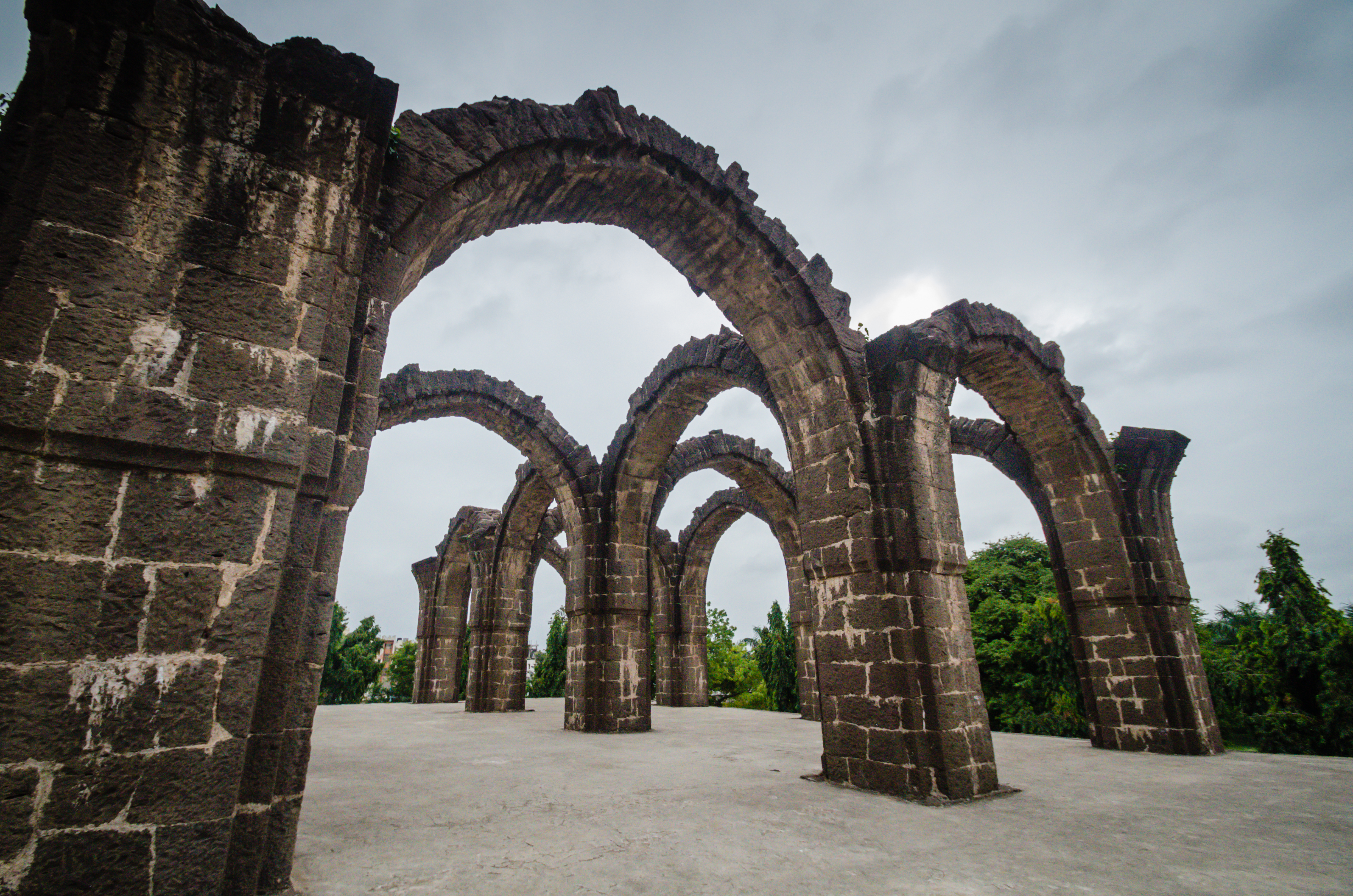
Бара Каман[англ.], недостроенный мавзолей Али Адил-шаха II, Биджапур, XVII век
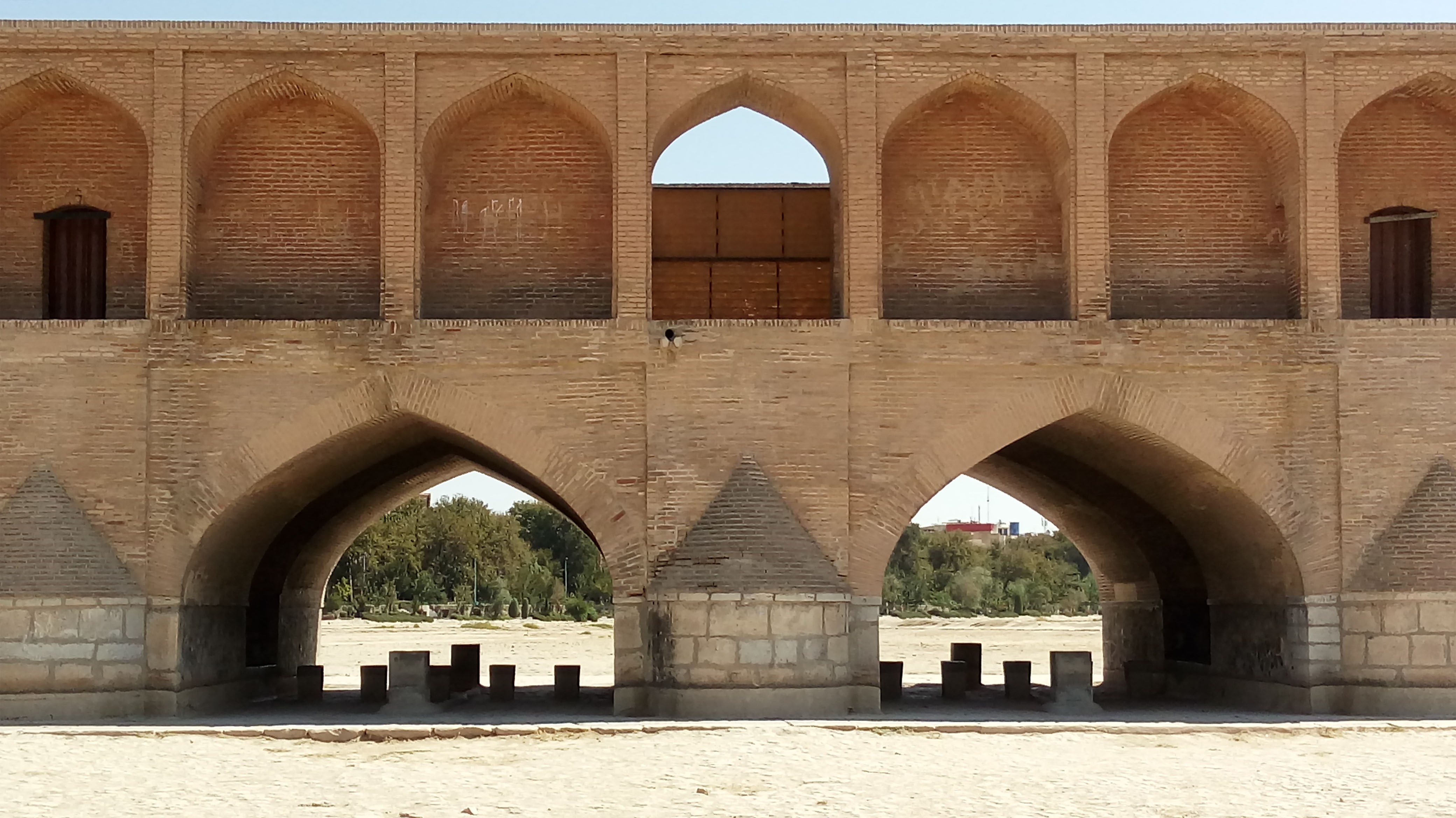
Персидские арки моста Аллахверди-хана, Исфахан, ок. 1600
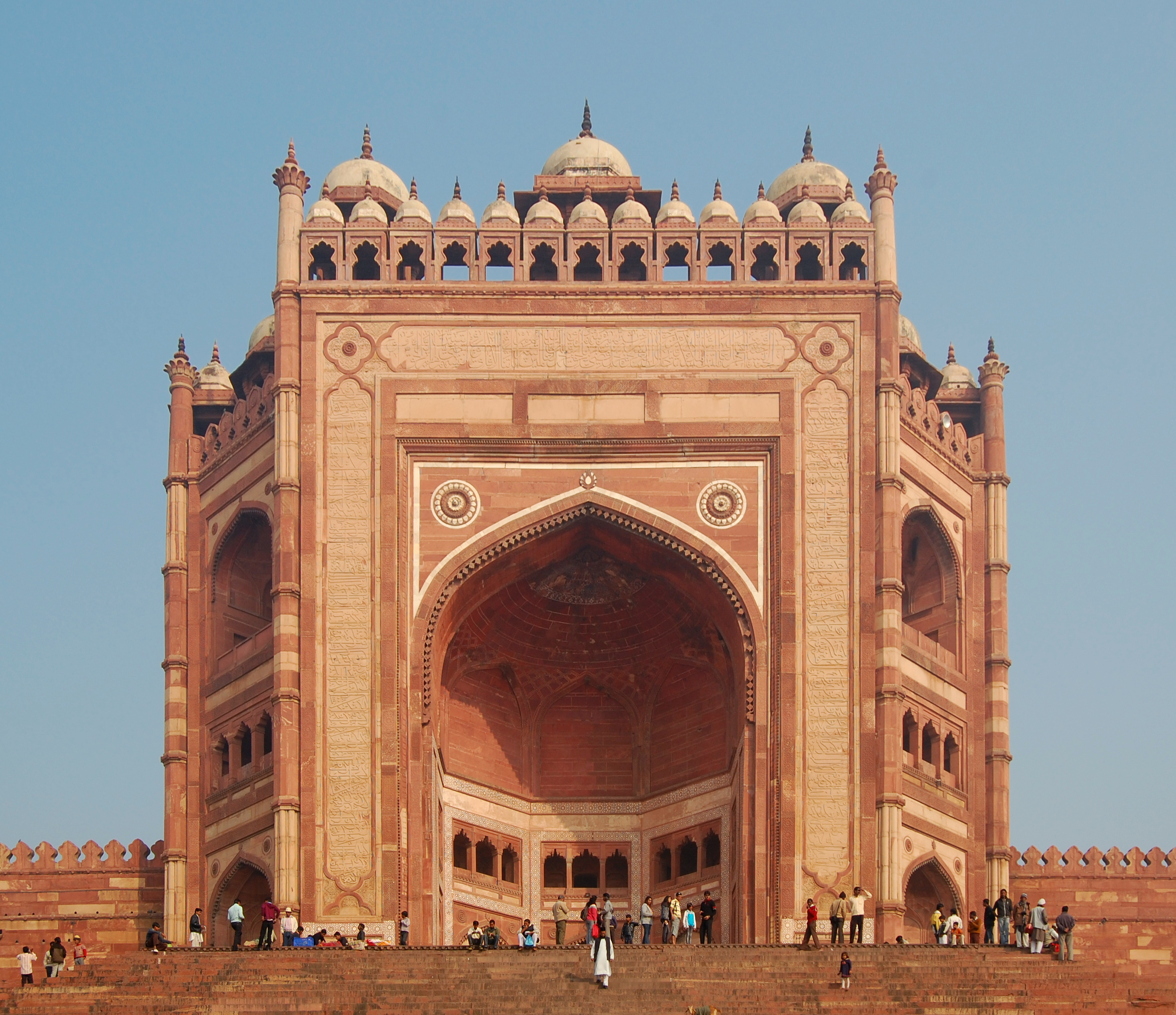
Триумфальные ворота[англ.](букв. «двери победы») в Фатехпур-Сикри, XVII век

## В английской архитектуре
Тюдоровская арка особенно охотно используется в дверных проёмах, где позволяет сделать широкие двери, не повышая чрезмерно (по сравнению с двухцентровой стрельчатой аркой) высоту люнета. В крупной форме используются для прямоугольных окон, как, например, в Хэмптон-корт, причём арки в таких случаях делаются ещё более плоскими, чем для дверей, и нередко перестают быть четырёхцентровыми с геометрической точки зрения, потому что две верхние дуги вырождаются в отрезки прямых. Пониженные стрельчатые арки — отличительная черта перпендикулярного стиля.
Ранним образцом тюдоровской арки является западное окно Глостерского собора. Наиболее полно разработана эта конструкция в трёх королевских капеллах (Королевского колледжа в Кембридже, Св. Георга в Виндзоре и Генриха VII в Вестминстерском аббатстве) и капеллобразном аббатстве — Батском, но существует и множество менее значительных построек, порождённых шерстяным бумом в Восточной Англии.
В некоторых зданиях (например, Хемптон-корте) тюдоровская арка соседствует с элементами реннессана, который в Англии начался значительно позже, чем в Италии. В позднейшее время арка используется только в больших украшенных окнах эркеров.

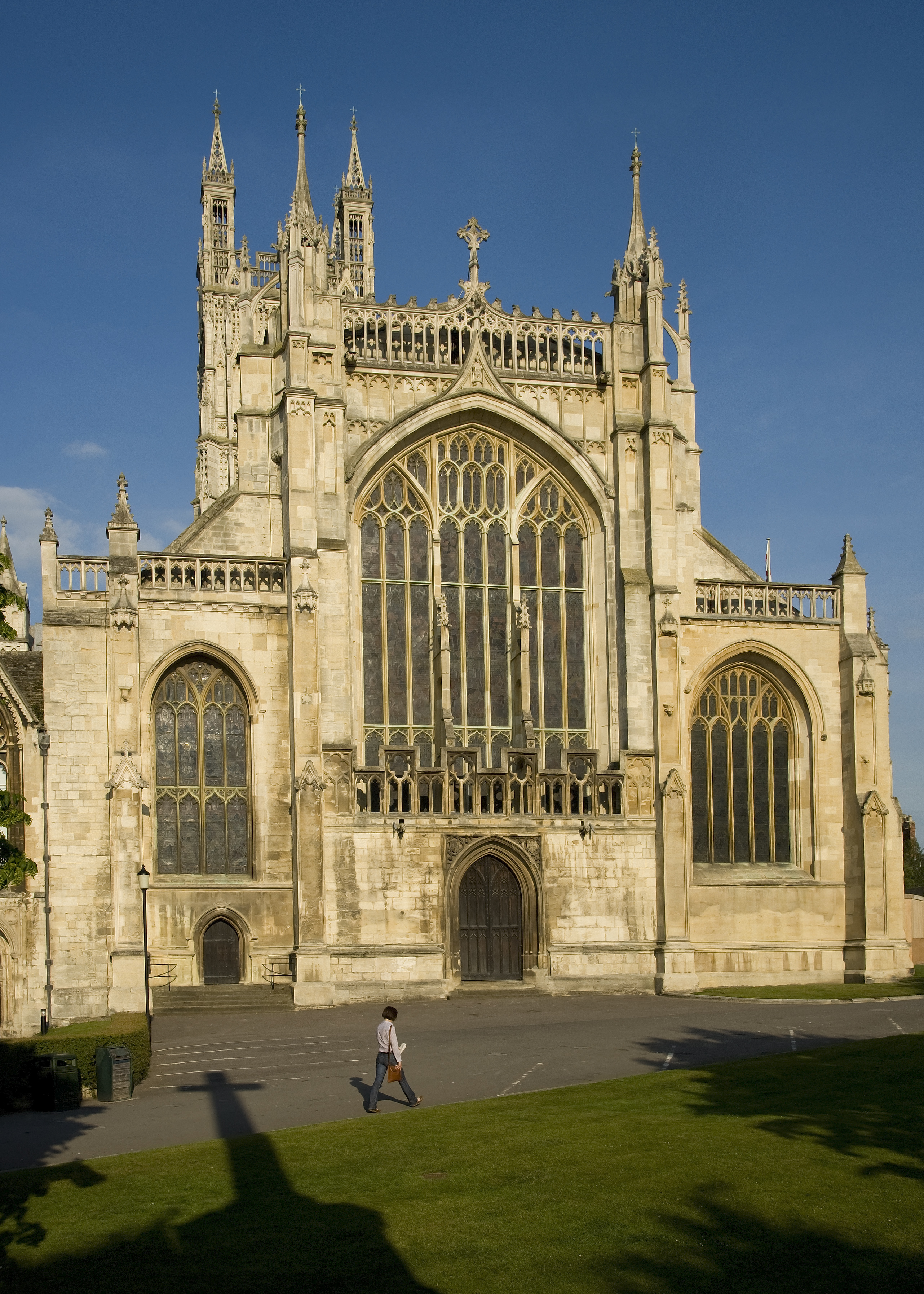
Западное окно Глостерского собора, ок. 1420
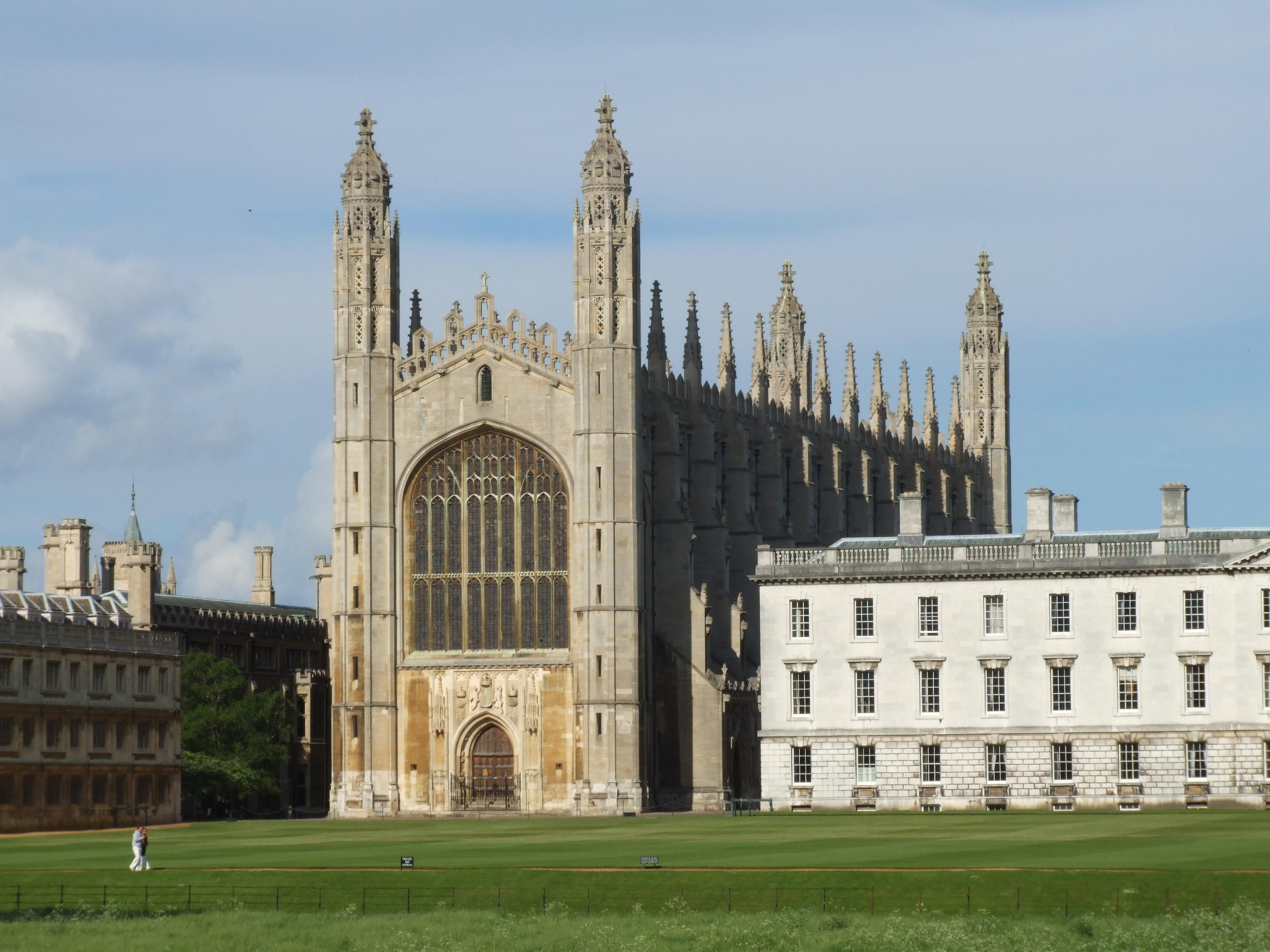
Капелла Королевского колледжа в Кембридже, начата в 1446
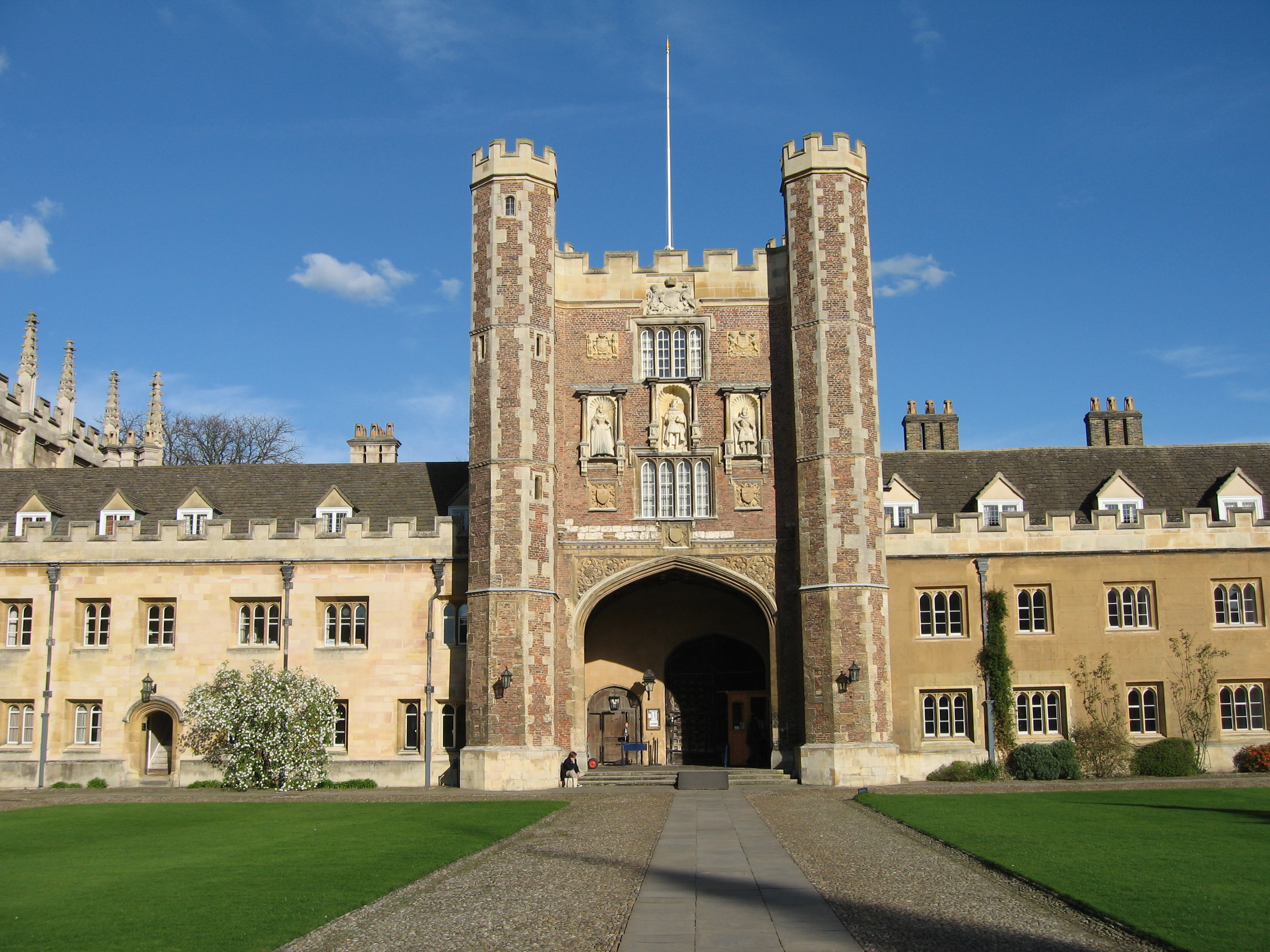
Большие Ворота, Тринити-колледж (Кембридж), изнутри, 1519—35
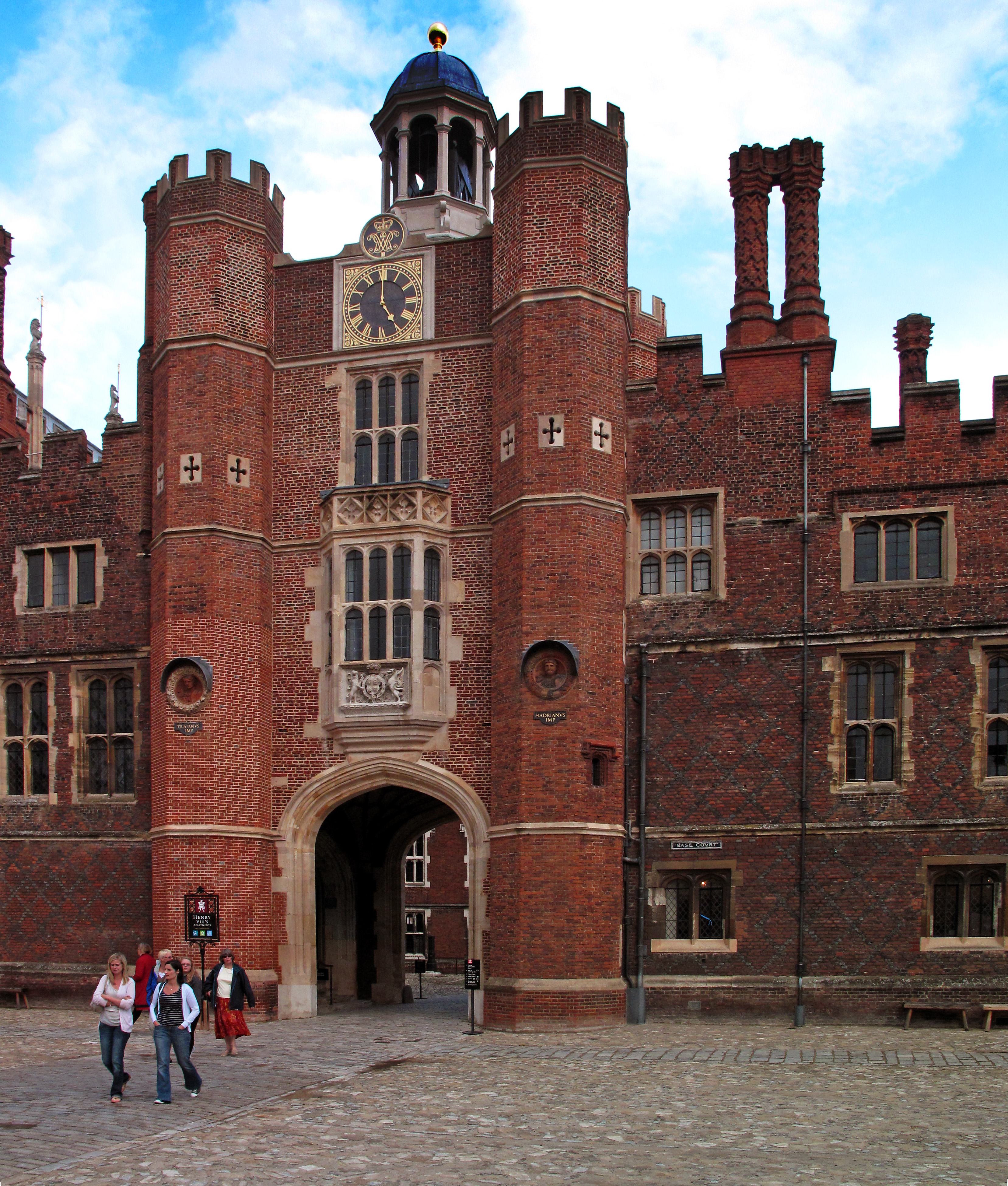
Clock Court gatehouse, Hampton Court Palace, c. 1520
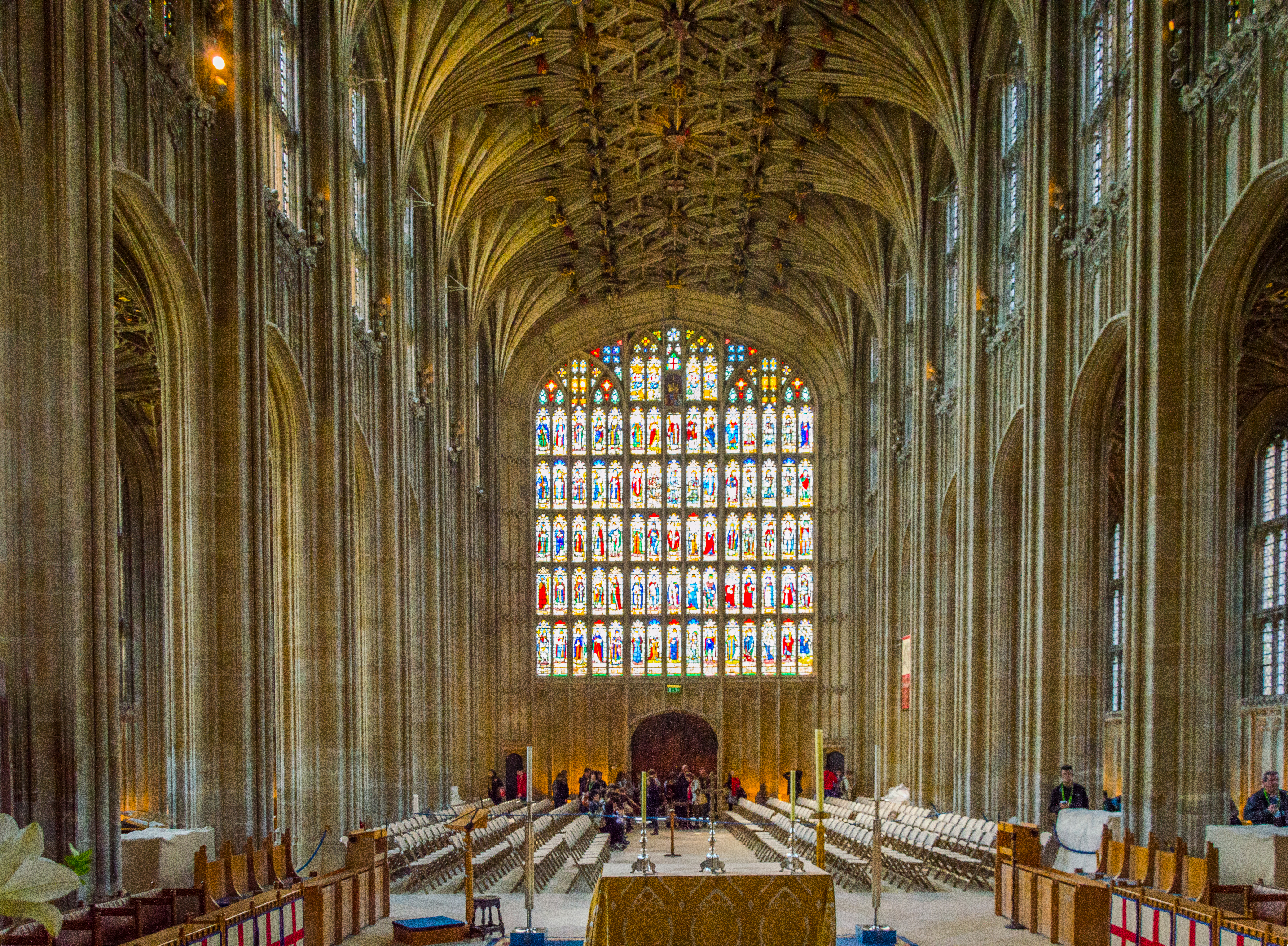
St. George's Chapel, Windsor, east window, 1475–1528
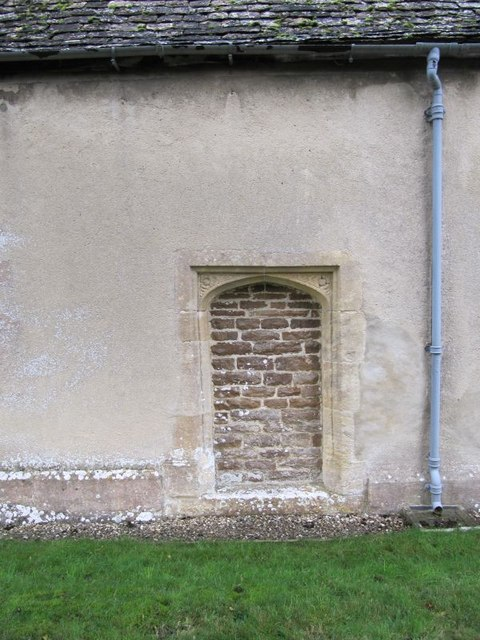
Заложенный небольшой дверной проём в церкви
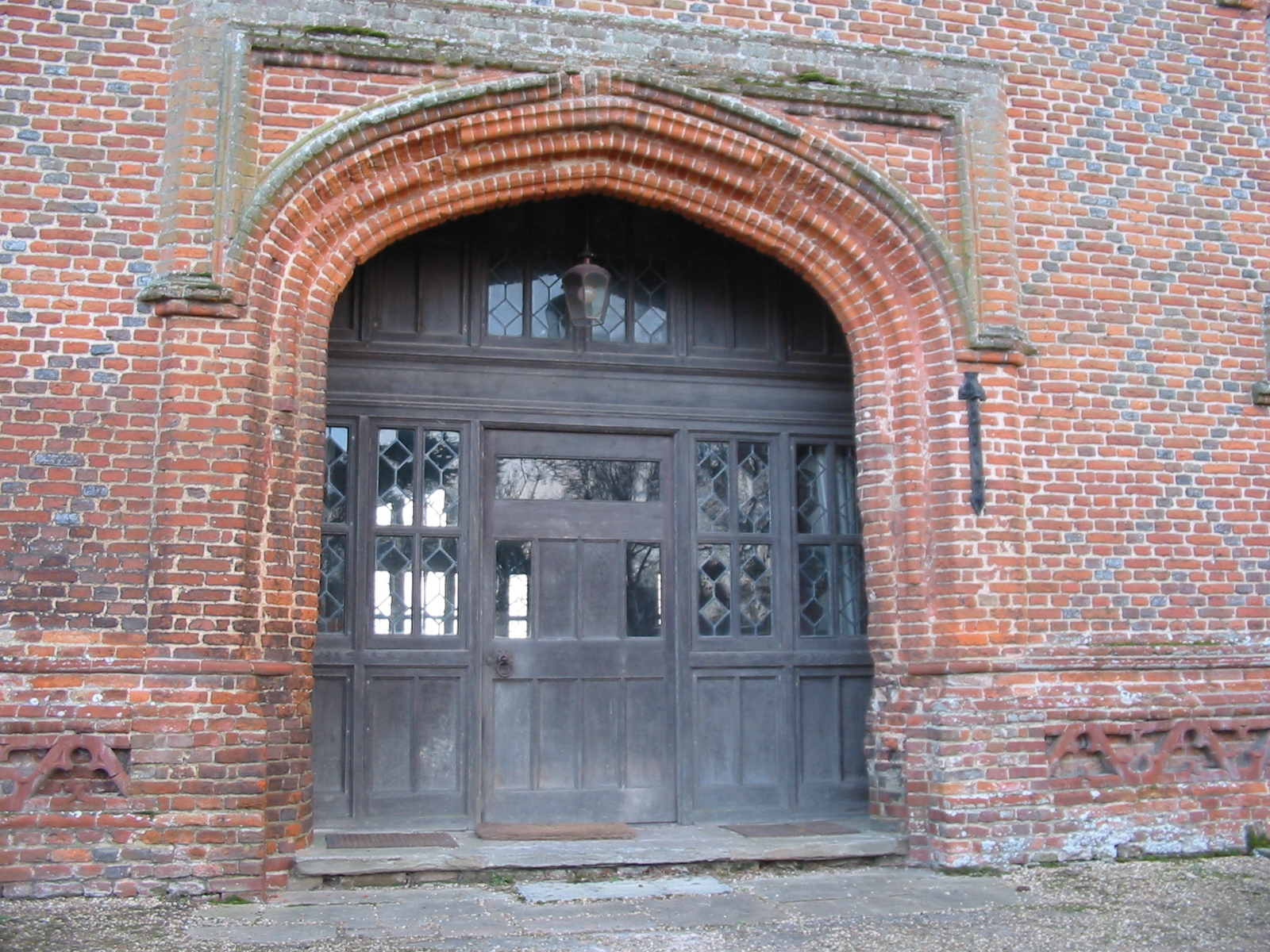
Леер-Марни-Тауэр[англ.], 1520-е